# Thalia Theater (IJmuiden)
Het Thalia Theater was een bioscoop en schouwburg in de Noord-Hollandse plaats IJmuiden, gemeente Velsen. Net als meerdere theaters uit die tijd, was het vernoemd naar de godin Thaleia, de muze van de komedie. In 2023 begon de transformatie van het gebouw tot een appartementencomplex.

## Geschiedenis

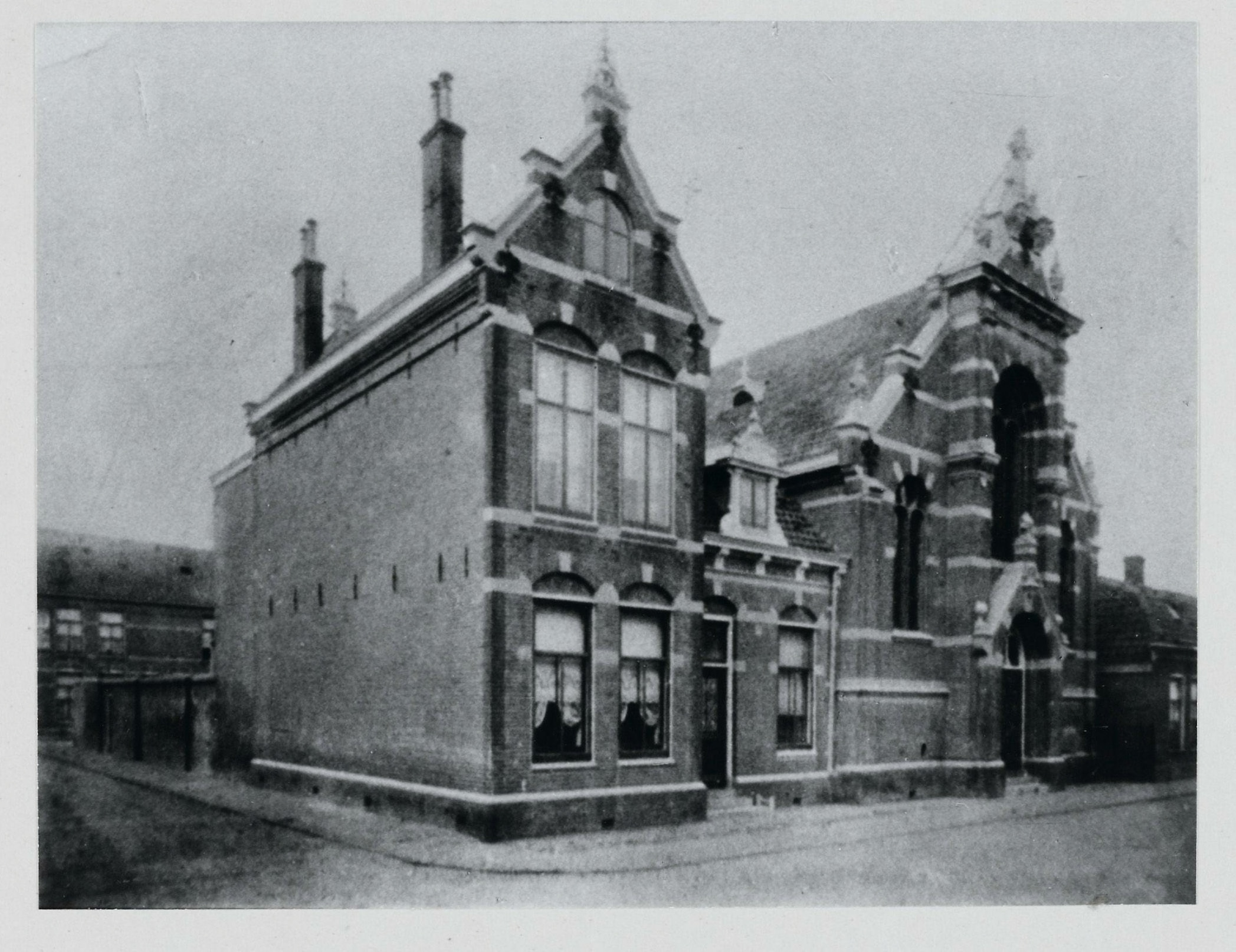
De oud-katholieke kerk aan de Breesaapstraat, vóór de verbouwing tot theater.

In 1890 werd aan de Breesaapstraat een oud-katholieke kerk gebouwd. Deze werd al snel te klein voor het groeiende kerkgenootschap, dat vervolgens aan de Wilhelminakade de Engelmunduskerk liet bouwen. In 1907 kwam het oorspronkelijke kerkgebouw leeg te staan. Later werd het tijdelijk in gebruik genomen als mandenmakerij en nettenboeterij voor de IJmuidense visserij.
Het Thalia Theater werd in 1930 in opdracht van de familie Opbergen gevestigd in de voormalige gotische oud-katholieke kerk aan de Breesaapstraat in Oud-IJmuiden. De kerk en de bijbehorende pastorie werden omgebouwd tot bioscoop, met invloeden uit de art deco en de Amsterdamse School.
Het theater werd niet alleen gebruikt voor filmvertoningen, maar ook voor toneelvoorstellingen. Onder anderen Heintje Davids en Louis Bouwmeester traden er op.
In 1969 werd de laatste film vertoond en sloot het Thalia Theater als bioscoop, mede door de opkomst van de televisie. Het bleef echter als schouwburg in gebruik. Rond 1995 werd het, na een periode van leegstand, onderdeel van hotel-restaurant Augusta. Na een verbouwing en restauratie in 1996 bood het gebouw ruimte aan toneelvoorstellingen, feesten, dansavonden en diners.
In 2017 werd het theater te koop aangeboden. Er meldden zich geen gegadigden om het theater voort te zetten. Uiteindelijk werd het verkocht aan een projectontwikkelaar die plannen ontwikkelde om er 21 woningen te realiseren. De transformatie startte in 2023. De oplevering van het nieuwe appartementencomplex werd in juni 2025 verwacht in 2026.